# Alle (Jura)
Alle (antiguamente en alemán Hall) es una comuna suiza situada en el distrito de Porrentruy, en el cantón del Jura. Tiene una población estimada, a fines de 2024, de 1925 habitantes.

## Demografía
En la siguiente tabla se muestra la evolución de la población histórica de la comuna: